# Lapeirousia plicata
Lapeirousia plicata är en irisväxtart som först beskrevs av Nikolaus Joseph von Jacquin, och fick sitt nu gällande namn av Friedrich Ludwig Diels. Lapeirousia plicata ingår i släktet Lapeirousia och familjen irisväxter.

## Underarter
Arten delas in i följande underarter:
- L. p. effurcata
- L. p. longifolia
- L. p. plicata